# دیگر نمی‌توانی روی صحنه آن کار را بکنی، جلد ۳
«تو دیگر نمی‌توانی آن‌را بر روی صحنه انجام دهی، جلد ۳» (به انگلیسی: You Can't Do That on Stage Anymore, Vol. 3) آلبومی از هنرمند اهل ایالات متحده آمریکا فرانک زاپا است که در سال ۱۹۸۹ میلادی منتشر شد.